# کتاب سال شیدا
کتاب سال شیدا عنوان کتابی‌ست که از اوایل دههٔ هفتاد به کوشش محمدرضا لطفی چاپ شد که تا دههٔ نود این کتاب وارد بازار کتاب می‌شد. موضوع و مطالب کتاب حاوی مقالات گردآوری شده به قلم موسیقیدان‌های ایرانی و همچنین مقالات ترجمه شده در باب موسیقی بود. محمدرضا لطفی در هر شمارهٔ کتاب مقاله‌ای پژوهشی از موسیقی ارائه می‌داد، این کتاب در هر نوبت بعضاً به دست ناشرهای مختلف به چاپ می‌رسید. طرح جلد اولیه کتاب هم کاری از استاد مرتضی ممیز بود.